# Petra Dikkema
Petra Dikkema is een Nederlands langebaanschaatsster. 
Zij nam deel aan de Nederlandse kampioenschappen schaatsen afstanden 1992 - 1000 meter vrouwen.

## Records

### Persoonlijke records[1]
| Afstand    | Tijd    | Datum            | Baan       |
| ---------- | ------- | ---------------- | ---------- |
| 500 meter  | 44,11   | 16 februari 1991 | Heerenveen |
| 1000 meter | 1.28,27 | 2 januari 1992   | Heerenveen |
| 1500 meter | 2.16,62 | 16 februari 1991 | Heerenveen |
| 3000 meter | 4.51,13 | 17 februari 1991 | Heerenveen |